# کینگ‌سیتی (اورگن)
کینگ سیتی (به انگلیسی: KingCity) شهری در شهرستان واشنگتن ایالت اورگن است و در سرشماری سال ۲۰۱۱ میلادی، ۳٬۱۱۱ نفر جمعیت داشته که نسبت به سال ۲۰۱۰، ۰٫۷۷ درصد رشد جمعیت داشته‌است.

## موقعیت جغرافیایی
موقعیت جغرافیایی شهرها و مناطق اطراف به شرح زیر است: